# Munchkin (juego de cartas)
Munchkin es un juego de cartas de rol diseñado por Steve Jackson e ilustrado por John Kovalic para Steve Jackson Games. El lema que resume el objetivo del juego es Mata a los monstruos, roba el tesoro, apuñala a tus amigos.

## Objetivo del juego
En Munchkin, un jugador empieza siendo un humano de nivel 1 sin clase y su objetivo consiste en alcanzar el nivel 10 antes de que los demás consigan hacerlo. Para ello, cada jugador debe enfrentarse a monstruos encontrados en la mazmorra con la ayuda de armas, superar maldiciones que podrían molestar enormemente y emplear sabiamente el equipamiento encontrado en las mazmorras.

## Etimología
- Munchkin era la gente que vivía en la tierra del Este, donde reinaba la Bruja Mala, en el libro El maravilloso Mago de Oz, de Lyman Frank Baum.[2]
- También se llama Munchkin a una raza de gatos originaria de Lousiana, Estados Unidos, aunque hay antecedentes en Inglaterra y Rusia durante la primera mitad del siglo XX.[3]
- Existe un casi desconocido musical titulado The Munchkin Poet o El poeta munchkin, basado en la vida real de un poeta cuya obra nunca fue publicada.
- Un antiguo videojuego de una de las primeras consolas del mercado llamada Philips Videopac G7000, también contaba con Munchkin como título, sin duda basado en los personajes de El Mago de Oz.[4]
- Munchkin es, también, la forma de denominar a los jugadores de rol que crean personajes con características muy diversas y potentes (incluso aunque posean un nivel bajo) valiéndose de rebuscadas combinaciones de reglas de los manuales de juego. De hecho la filosofía del juego de cartas es precisamente hacer un personaje de este estilo para tener ventaja sobre los demás jugadores y las circunstancias que se avengan.

## Expansiones
- Munchkin 2: Hacha descomunal. Añade la raza Orco.
- Munchkin 3: Pifias clericales. Añade la raza Gnomo y la clase Bardo.
- Munchkin 4: ¡Qué locura de montura!. Añade las monturas.
- Munchkin 5: Exploradores explotadores. Nuevas monturas y la clase exploradores.
- Munchkin 6: Mazmorras majaretas. Añade 20 mapas y 16 portales, que representan distintos mapas donde están los jugadores.
- Munchkin 6.5: Tumbas terroríficas.
- Munchkin 7: Trampas a dos manos. Aumenta ciertas condiciones que permiten ignorar las reglas normales.
- Munchkin 8: Centauros de la mazmorra. Añade las razas Hombre lagarto y Centauro, además de nuevas monturas.
- Munchkin 9: Jurásico sarcástico.
- Munchkin destruye la Navidad.
- Munchkin tesoros ocultos.
- Munchkin dragones molones.